# Yao Chia-wen

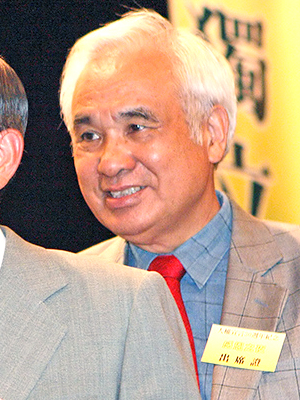
Yao Chia-wen, 2008

Yao Chia-wen (chinesisch 姚嘉文, Pinyin Yáo Jiāwén; * 16. Juni 1938 in Hemei, Landkreis Changhua, Taiwan) ist ein taiwanischer Politiker. Er war von 2002 bis 2008 Vorsitzender des Prüfungs-Yuans. Von 1987 bis 1988 war er Vorsitzender der Demokratischen Fortschrittspartei (DPP).

## Leben
Yao wurde 1938 als ältestes von zwölf Geschwistern geboren und arbeitete ab 1957 als Sachbearbeiter der staatlichen Telefongesellschaft. 1962 nahm er gleichzeitig zu seiner beruflichen Tätigkeit ein Jurastudium an der National Taiwan University auf und erhielt 1966 die Zulassung als Rechtsanwalt.
Nach einem Auslandsaufenthalt 1972 an der University of California in Berkeley setzte er sich für eine Reform des Rechtswesens ein und war Mitbegründer der Rechtsberatungsstelle für Bürger (平民法律服務中心,  píngmín fǎlǜ fúwùzhōngxīn). 1975 übernahm er die Verteidigung von Kuo Yu-Hsin (郭雨新,  Guō Yǔxīn), einer der wichtigsten Personen der Dangwai-Bewegung, welcher 1977 in die USA auswandern musste. Während immer noch Kriegsrecht in Taiwan herrschte, übernahm er 1975 die juristische Beratung der Zeitschrift "Taiwan Chenglun" (台灣政論, englisch Taiwan Political Review), die nach fünf Ausgaben verboten wurde.
1978 forderte er in seinem Buch Aufrechterhaltung und Änderung des Gesetzes (護法與變法,  Hùfǎ yǔ biànfǎ) nationale Wahlen sowie die Abschaffung des langen Parlaments.
Im September 1979 war Yao Mitbegründer der politischen Zeitschrift Formosa Magazin (美麗島,  Měilìdǎo), in der Folge des Kaohsiung-Vorfalls wurde Yao verhaftet und 1980 von einem Militärtribunal wegen Landesverrates zu zwölf Jahren Haft verurteilt. Nach sieben Jahren Haft wurde Yao entlassen.
Yao gehörte von 1988 bis 1994 sowie 1996 bis 1998 dem Parteivorstand der DPP an und war 1987 bis 1988 Parteivorsitzender. Unter seiner Führung als Vorsitzender verabschiedete die Partei das Programm zur souveränen Unabhängigkeit Taiwans, nach dem die Forderung nach staatlicher Unabhängigkeit straffrei bleiben soll.
1992 wurde Yao in den Legislativ-Yuan gewählt, seine Wiederwahl 1995 scheiterte. In der Folgezeit war er einerseits als Mitglied des Parteivorstandes tätig, zudem übernahm er Lehrtätigkeiten an der Tsing-Hua-Nationaluniversität und praktizierte ab 1999 wieder als Rechtsanwalt, nachdem er auch 1998 kein Mandat für den Legislativ-Yuan erhielt. Zudem arbeitete er ab 2000 als Berater für Präsident Chen Shui-bian. Von 2002 bis 2008 war Yao Vorsitzender des Prüfungs-Yuans.
Yaos Frau, Chou Ching-yu (周清玉,  Zhōu Qīngyù, * 12. April 1944), ist Abgeordnete des Legislativ-Yuans.